# Павильон № 61 «Центросоюз» на ВДНХ
Павильон «Центросоюз» — 61-й павильон ВДНХ, построенный в 1952—1953 годах. С 1959 по 1963 год носил название «Атомная энергия в мирных целях», в 1963—1964 — «Механизация сельского хозяйства СССР», с 1964 до упразднения выставки — «Лёгкая промышленность».

## История
Павильон был построен в 1952—1953 годах в стиле ар-деко по проекту архитекторов Рудольфа Кликса и Бориса Виленского. Фасад здания белоснежного цвета. Композиционная основа его архитектурного облика — башня с кокошниками, завершённая шпилем. По бокам от башни расположены стоящие на крышах скульптуры рабочего с разводным ключом и колхозницы со снопом (скульптор — В. П. Циммерман).
Первая экспозиция «Центросоюз», помещённая в павильоне в 1954 году, была посвящена Центросоюзу и работе потребительской кооперации в СССР. Экспозиция делилась на три зала, где первый был посвящён организационной основе потребительской кооперации, второй — её методам, а третий — её успехам. По соседству с павильоном находились небольшие павильоны «Сельмаг» (строение 514) и «Колхозная чайная» (строение 532), в которых воссоздавалась типичная обстановка соответствующих их названиям заведений. В 1959 году тематика павильона была полностью изменена, и в нём разместилась экспозиция «Атомная энергия в мирных целях» (главный художник павильона — Владимир Роскин), которая, в свою очередь, просуществовала в павильоне только четыре года. В 1964 году под экспозицию, посвящённую атомной энергии, был отдан павильон № 71, а в павильоне № 61 была размещена экспозиция «Механизация сельского хозяйства СССР», а спустя год — «Лёгкая промышленность». Эта экспозиция знакомила посетителей с особенностями функционирования, методами, предприятиями и достижениями в лёгкой промышленности Советского Союза. Экспозиция была упразднена в 1992 году.